# ロシア・トップリーグ 1995
ロシア・トップリーグ 1995は、ロシアサッカーリーグの4回目のシーズンである。1995年4月から10月まで開催され、北オセチア共和国のウラジカフカスを本拠地とするスパルタク・アラニア・ウラジカフカスが1921年にクラブを創設して初めてとなる優勝を果たした。

## 概要
1993年シーズンの18クラブから2クラブを削減して1994年シーズンは16クラブでスタートしたロシアリーグであったが、1996年シーズンに18クラブへ拡大する事が決定されたため、降格は昨シーズンの2クラブから1クラブとなりファーストリーグ(2部相当)からは3クラブ(バルチカ、ラーダ、ゼニト)が昇格した。以前の勝ち点は勝利2点、引き分け1点、敗戦0点、であったが、このシーズンから今日世界のサッカリーグで共通の勝利3点、引き分け1点、敗戦0点、というシステムになった。

## 順位表
|    | クラブ                               | 試合 | 勝 | 分 | 敗 | 得点 | 失点 | 差  | 勝点 | 備考                       |
| -- | ------------------------------------ | ---- | -- | -- | -- | ---- | ---- | --- | ---- | -------------------------- |
| 1  | スパルタク・アラニア                 | 30   | 22 | 5  | 3  | 63   | 21   | +42 | 71   | UEFAチャンピオンズリーグ   |
| 2  | ロコモティフ・モスクワ               | 30   | 20 | 5  | 5  | 52   | 23   | +29 | 65   | UEFAカップウィナーズカップ |
| 3  | スパルタク・モスクワ                 | 30   | 19 | 6  | 5  | 76   | 26   | +50 | 63   | UEFAカップ                 |
| 4  | ディナモ・モスクワ                   | 30   | 16 | 8  | 6  | 45   | 29   | +16 | 56   | UEFAカップ                 |
| 5  | トルペド・モスクワ                   | 30   | 16 | 7  | 7  | 40   | 30   | +10 | 55   | UEFAカップ                 |
| 6  | CSKAモスクワ                         | 30   | 16 | 5  | 9  | 56   | 34   | +22 | 53   | UEFAカップ                 |
| 7  | ロートル・ヴォルゴグラード           | 30   | 11 | 7  | 12 | 62   | 49   | +13 | 40   |                            |
| 8  | ウラルマシュ・エカテリンブルク       | 30   | 12 | 3  | 15 | 43   | 47   | −4  | 39   |                            |
| 9  | KAMAZ                                | 30   | 10 | 8  | 12 | 34   | 30   | +4  | 38   |                            |
| 10 | テクスチリシク・カムイシン           | 30   | 9  | 7  | 14 | 37   | 41   | −4  | 34   |                            |
| 11 | チェルノモレツ・ノヴォロシースク (N) | 30   | 10 | 2  | 18 | 32   | 62   | −30 | 32   |                            |
| 12 | ロコモティフ・N・N                   | 30   | 6  | 11 | 13 | 28   | 42   | −14 | 29   |                            |
| 13 | ジェムチュジナ・ソチ                 | 30   | 8  | 4  | 18 | 36   | 69   | −33 | 28   |                            |
| 14 | ロストセリマシュ (N)                 | 30   | 8  | 4  | 18 | 35   | 56   | −21 | 28   |                            |
| 15 | クリリヤ・ソヴェトフ・サマーラ       | 30   | 6  | 8  | 16 | 34   | 65   | −31 | 26   |                            |
| 16 | ディナモ-ガゾヴィク・チュメニ        | 30   | 3  | 6  | 21 | 28   | 77   | −49 | 15   | ファーストリーグ           |

## 得点ランキング
| 順位 | 選手                         | 所属                       | 得点 |
| ---- | ---------------------------- | -------------------------- | ---- |
| 1    | オレグ・ヴェレテンニコフ     | ロートル・ヴォルゴグラード | 25   |
| 2    | アレクサンドル・マスロフ     | ロストセリマシュ           | 18   |
| 3    | ヴァレリー・シュマロフ       | スパルタク・モスクワ       | 16   |
| 4    | ウラジーミル・ニデルガウス   | ロートル・ヴォルゴグラード | 14   |
| 5    | オレグ・ガーリン             | ロコモティフ・モスクワ     | 13   |
| 6    | ミハイル・カヴェラシュヴィリ | スパルタク・アラニア       | 12   |
| 7    | オレグ・テリョヒン           | スパルタク・モスクワ       | 11   |
| 7    | エフゲニー・ハルラチョフ     | ロコモティフ・モスクワ     | 11   |

## 最優秀選手33

### ゴールキーパー
1. セルゲイ・オフチニコフ (ロコモティフ)
2. ザウール・ハロフ (スパルタク・アラニア)
3. アンドレイ・スメターニン (ディナモ)

### ディフェンダー
1. オマリ・テトラーゼ (スパルタク・アラニア), ユーリ・ニキフォロフ (スパルタク), ヴィクトル・オノプコ (スパルタク), ドミトリー・フレストフ (スパルタク)
2. ラミズ・マメドフ (スパルタク), エフゲニー・ブシュマノフ (CSKA), ユーリー・コフトゥン (ディナモ), ミルタズィー・シェーリヤ (スパルタク・アラニア)
3. アンドレイ・ソロマティン (ロコモティフ), イーゴリ・チュガイノフ (ロコモティフ), イナール・ジオエフ (スパルタク・アラニア), ユーリー・ドロズドフ (ロコモティフ)

### ミッドフィールダー
1. エフゲニー・ハルラチョフ (ロコモティフ), オレグ・ヴェレテンニコフ (ロートル), ウラディスラフ・ラディモフ (CSKA), イリヤ・ツィンバラル (スパルタク)
2. アンドレイ・チーホノフ (スパルタク), ミルジャラル・カシモフ (スパルタク), セルゲイ・シュスチコフ (トルペド), バフヴァ・チェジェエフ (スパルタク・アラニア)
3. ヴァレリー・イェシポフ (ロートル), アレクセイ・コソラポフ (ロコモティフ), イーゴリ・ヤノフスキー (スパルタク・アラニア), ドミトリー・アレニチェフ (スパルタク)

### フォワード
1. アナトリー・カニツェフ (スパルタク・アラニア), ミハイル・カヴェラシュヴィリ (スパルタク・アラニア)
2. オレグ・ガーリン (ロコモティフ), ヴァレリー・シュマロフ (スパルタク)
3. ウラジーミル・ニデルガウス (ロートル), アレクサンドル・マスロフ (ロストセリマシュ)

## 受賞
| 賞                               | 創設者                 | 受賞者                                          |
| -------------------------------- | ---------------------- | ----------------------------------------------- |
| ロシア年間最優秀ゴールキーパー賞 | アガニョーク           | セルゲイ・オフチニコフ (ロコモティフ・モスクワ) |
| ロシア年間最優秀サッカー選手賞   | フットボール           | イリヤ・ツィンバラル (スパルタク・モスクワ)     |
| ロシア年間最優秀サッカー選手賞   | スポルト・エクスプレス | イリヤ・ツィンバラル (スパルタク・モスクワ)     |